# 이종준 (사격 선수)
이종준(1989년 12월 16일~)은 대한민국의 사격 선수로 주 종목은 스키트이다.